# Fingersvampssvärta
Fingersvampssvärta (Helminthosphaeria clavariarum) är en svampart som först beskrevs av Jean Baptiste Desmazières, och fick sitt nu gällande namn av Karl Wilhelm Gottlieb Leopold Fuckel 1870. Fingersvampssvärta ingår i släktet Helminthosphaeria och familjen Helminthosphaeriaceae.  Arten är reproducerande i Sverige. Inga underarter finns listade i Catalogue of Life.